# Forest-Saint-Julien
Forest-Saint-Julien – miejscowość i gmina we Francji, w regionie Prowansja-Alpy-Lazurowe Wybrzeże, w departamencie Alpy Wysokie.

## Demografia
Według danych na rok 1990 gminę zamieszkiwało 178 osób, a gęstość zaludnienia wynosiła 26 osób/km². W styczniu 2015 r. Forest-Saint-Julien zamieszkiwało 301 osób, przy gęstości zaludnienia wynoszącej 43,3 osób/km².